# Havannai főegyházmegye

## Szomszédos egyházmegyék
- Pinar del Ríó-i egyházmegye (nyugat)
- Miami főegyházmegye (észak)
- Matanzasi egyházmegye (kelet)